# Hansi (Indie)
Hansi – miasto w Indiach, w stanie Hariana. W 2011 roku liczyło 86 770 mieszkańców.